# Jonáš z Chan-kchou
Svatý Jonáš z Chan-kchou (také sv. Jonáš Mančurijský či sv. Jonáš Mandžuský, světské jméno Vladimír Pokrovský, 17. dubna 1888 – 20. října 1925), byl biskupem chan-kchouským z Ruské pravoslavné církve v zahraničí (ROCOR). Sloužil v severní Číně v letech bezprostředně následujících po bolševické revoluci.
Oficiálně byl svatořečen Ruskou pravoslavnou církví v zahraničí dne 20. října 1996. Biskupská rada Ruské pravoslavné církve svatořečila biskupa Jonáše jako osvětitele Jonáše z Chan-kchou dne 3. února 2016.
Biskup Jonáš je uctíván jako divotvůrce, osvětitel a vyznavač.

## Život

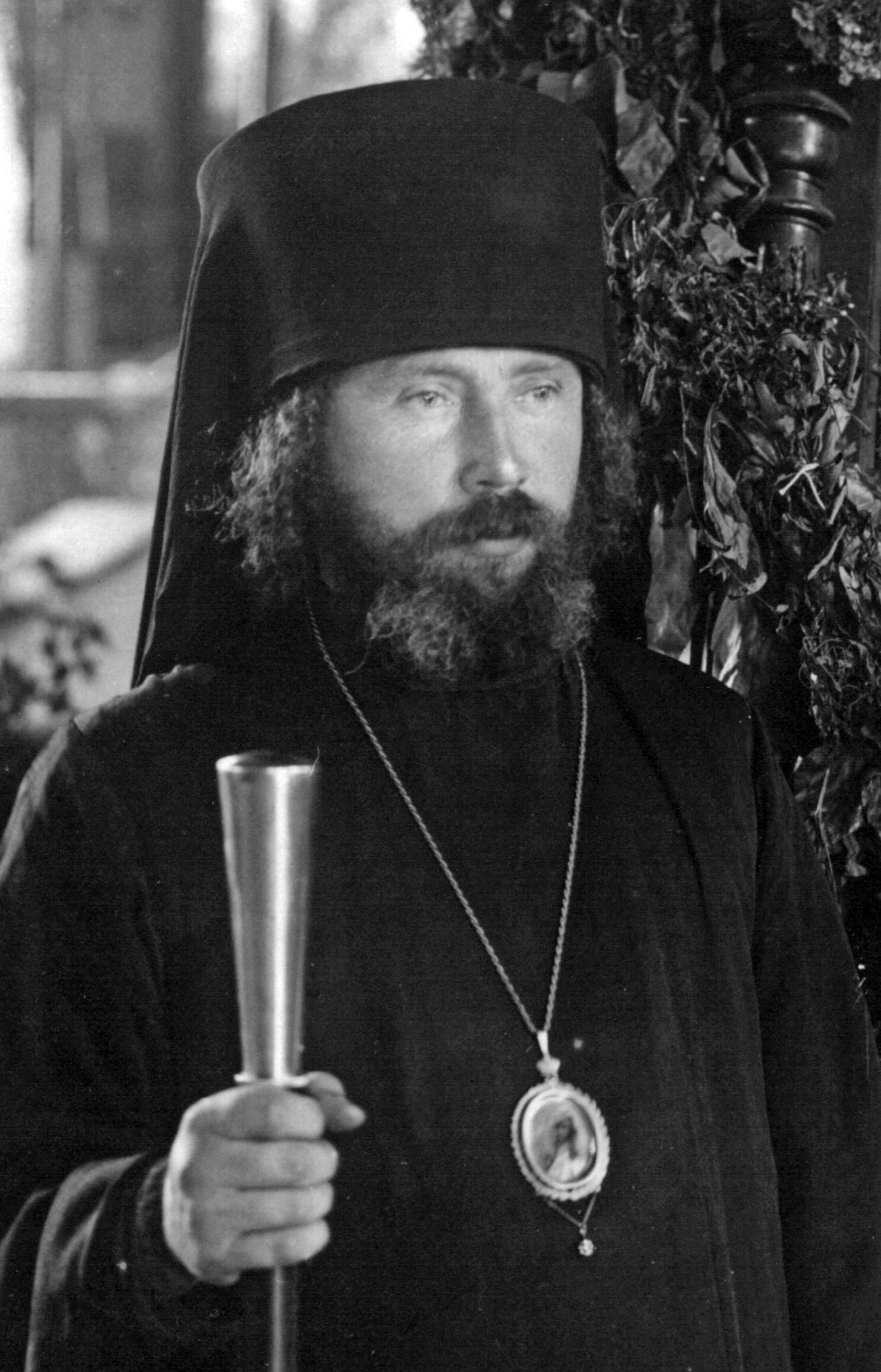
Biskup Jonáš

Budoucí svatý Jonáš se narodil v roce 1888 v Kaluze v Rusku pod jménem Vladimir Pokrovský. Ve věku 8 let osiřel a ujal se ho jáhen (diákon), který mu zajistil vzdělání. Poté navštěvoval, absolvoval a nakonec také učil na Kazaňské teologické akademii. Zatímco navštěvoval akademii jako student, byl postřižen mnichem kláštera Optina Pustyň a přijal mnišské jméno Jonáš. Učitelské místo na akademii přijal pouze z poslušnosti ke starci Gabrielovi z Optiny.
V roce 1918 revoluce donutila mladého hieromonka opustit Kazaň. Komunisté ho zatkli a trpěl bitím (až do ztráty vědomí) a vězněním. Mnich Jonáš byl osvobozen bílou armádou, brzy byl povýšen na igumena a přidělen jako vrchní kněz (polní kurát) jižních dobrovolnických jednotek. Igumen Jonáš se s armádou Alexandra Dutova stáhl k hranicím západní Číny, přičemž byl vystaven mnoha útrapám při překračování pamírských útesů, často nebyla jinou možností, než se přidržovat zraněnýma rukama řídkých křovin a rozeklaných říms pokrytých ledem. Po překročení pouště Gobi se konečně dostali do Pekingu, kde byl přijat do tamní církevní misie a brzy přijal biskupskou chirotonii v Mandžuli. (Sv. Jonáš byl oficiálně biskupem v Chan-kchou, které je ve 21. století součástí města Wu-chan, v provincii Chu-pej, ale ve skutečnosti sloužil a působil ve městě Manžuria, dnešním pohraničním městě Mandžuli, nezaměňovat s regionem Mandžusko.)
Sv. Jonáš během svého krátkého působení ve funkci biskupa proměnil pravoslavnou komunitu v Manžursku. Založil sirotčinec, školu a jídelnu pro chudé.
Biskup Jonáš se staral o kněze, který zemřel na tyfus. Následně onemocněl chronickou tonzilitidou a následně kvůli komplikacím dostal otravu krve. Když umíral, napsal svému stádci závěrečné kázání, v níž jim připomněl, že je třeba se navzájem milovat, naposledy se vyzpovídal arcibiskupovi Metodějovi z Pekingu, přijal svaté přijímání, požehnal těm, kteří byli v jeho pokoji, a pak si nasadil epitrachelion a nárukávníky, které patřily staršímu Ambroži z Optiny (později svatořečenému), a začal „hlasitě a s poklonami“ číst kánon (modlitby) o rozdělení duše a těla. Konečně "přemožen slabostí", položil se na postel a řekl: "Buď vůle Boží. Teď zemřu," a skutečně zemřel během několika minut. 
Téhož večera desetiletý chlapec jménem Nikolas Dergačev, který byl zmrzačený, trpěl zánětem kolenních kloubů. Veškeré lékařské úsilí se ukázalo jako neplodné. Nebyl schopen chodit, dokonce ani stát. Chlapec měl sen. „Zjevil se mu hierarcha v bílém a řekl: „Tady, vezmi si moje nohy. Už je nepotřebuji. A dej mi svoje. " Probudil se a "byl zázračně uzdraven". Z fotografie později identifikoval hierarchu ve svém snu jako biskupa Jonáše, který zemřel téže noci, 7./20. října 1925.

## Úcta
Biskup Jonáš byl uctíván již před svým oficiálním svatořečením. Arcibiskup Jan Šanghajský a Sanfranciský (později sám svatořečený) jej popsal následovně: Už zde za hranicemi, v naší době, máme spravedlivé, třebaže ještě neproslavené v zástupech svatých, od kterých však lidé přijímali podivuhodná znamení. Hleďte například na biskupa Jonáše Mandžuského.
Biskup Jonáš byl svatořečen v roce 1996.
| „                                    | Nezakazoval jsi dětem přicházet k tobě, Bohem požehnaný, Postaral jsi se o jejich každodenní potřeby a vytvořil pro ně bezpečné útočiště. A ani po svém zesnutí jsi je neopustil; Neboť ve snu jsi uzdravil chlapce ochrnutého. Proto k tobě voláme: Raduj se, ó slavný divotvůrče Jonáši! | “ |
| — Kondak ke svatému Jonáši (hlas 3.) | |   |